# Unión Sindical de Trabajadores del Bierzo
La Unión Sindical de Trabajadores del Bierzo - Confederación de Trabajadores Independientes (USTB-CTI) es un sindicato berciano cuya representación sindical se circunscribe, principalmente, a la empresa Endesa en su centro de trabajo de Compostilla II, central térmica de Cubillos del Sil localidad y municipio de la comarca de El Bierzo (provincia de León, Comunidad Autónoma de Castilla y León, España). 
Su secretario y representante es José María González Arias.
Está federado con la Confederación de Trabajadores Independientes (CTI). Tiene su sede en la ciudad de Ponferrada.
Participó en el programa Equal Redes y en el Foro Social de El Bierzo